# (39458) 4198 T-3
4198 T-3 (asteroide 39458) é um asteroide da cintura principal. Possui uma excentricidade de 0.12867750 e uma inclinação de 15.99090º.
Este asteroide foi descoberto no dia 16 de outubro de 1977 por Cornelis Johannes van Houten e Ingrid van Houten-Groeneveld e Tom Gehrels em Palomar.